# 井戸村
井戸村（いどむら）は、香川県木田郡にあった村。現在の木田郡三木町井戸とさぬき市昭和。

## 歴史
- 1890年（明治23年）2月15日 - 町村制施行に伴い、三木郡井戸村が発足。
- 1899年（明治32年）4月1日 - 木田郡の所属となる。
- 1956年（昭和31年）9月30日 - 木田郡三木町に編入。同日井戸村廃止。

廃止後の1959年（昭和34年）11月1日には、住民の要望により、旧村域の一部が大川郡長尾町（現・さぬき市）に編入された。